# Бъдеще време
Бъдеще време е глаголно време, изразяващо действие, което предстои да се случи в някакъв момент след момента на говорене.

## Образуване
Бъдеще време се образува чрез частицата ще (произхождаща от глагола ща), като след нея се добавя съответният глагол, спрегнат в сегашно време. Частицата ще представлява клитика: няма собствено ударение и се произнася заедно с глагола. (Изключение: отрицателните форми с не.)
Пример 1: Глаголът пиша (несв. вид) се спряга в сегашно време по следния начин:
ед.ч.: аз пиша, ти пишеш, той/тя/то пише;
мн.ч.: ние пишем, вие пишете, те пишат.
В бъдеще време същият глагол се спряга така:
ед.ч.: аз ще пиша, ти ще пишеш, той/тя/то ще пише;
мн.ч.: ние ще пишем, вие ще пишете, те ще пишат.
Пример 2: Глаголът напиша (св. вид) се спряга в сегашно време по следния начин:
ед.ч.: аз (да) напиша, ти (да) напишеш, той/тя/то (да) напише;
мн.ч.: ние (да) напишем, вие (да) напишете, те (да) напишат.
В бъдеще време същият глагол се спряга така:
ед.ч.: аз ще напиша, ти ще напишеш, той/тя/то ще напише;
мн.ч.: ние ще напишем, вие ще напишете, те ще напишат.
Бъдеще време има две отрицателни форми:
- С частицата не, добавена пред положителната форма, например не ще пиша, не ще напише и т.н. В този случай частицата ще се произнася с ударение.
- С няма да + глагола, спрегнат в сегашно време: няма да пиша, няма да напише и т.н.

Наличието на два начина за образуване на отрицателни форми е характерно и за другите бъдещи времена: бъдеще предварително, бъдеще в миналото и бъдеще предварително в миналото.
Отрицателните форми с няма да се използват много по-често от формите с не ще.

## Употреба
- Основната употреба на бъдеще време е да изразява действия, които се очаква да се случат в бъдещ момент спрямо момента на говорене.
- Бъдеще време се използва още в следните случаи:
  - За изразяване на повтарящи се действия в настоящето или миналото.[1] Такава е употребата в откъса из разказа „Напаст божия“ от Елин Пелин:[2] Почерняха селските ясни дни, смутиха се спокойните и тихи нощи. Вечер всичко ще се прибере, ще стихне, ще се потаи, а от четирите края на селото се подемат отчаяни гласове и писъци на осиротели майки, овдовели булки и се носят тъжно и страхотно чак до зори.
  - С повелително значение.[1] Пример: Ще отидеш и веднага ще си легнеш!